# Nutrients
Nutrients ist eine wissenschaftliche Open-Access-Zeitschrift im Bereich der Ernährungswissenschaft. Nutrients ist eines der Mega-Journals des Verlags MDPI; 2022 wurden über 5400 Artikel veröffentlicht. MDPI erzielte mit den Publikationsgebühren für Veröffentlichungen in Nutrients 2022 einen Umsatz von über 15,8 Mio. US-Dollar.
Die wissenschaftliche Belastbarkeit des Begutachtungsverfahrens der Zeitschrift steht in der Kritik. 2018 traten alle zehn Herausgeber von Nutrients zurück, weil sie sich von MDPI unter Druck gesetzt fühlten, ihre wissenschaftlichen Standards zugunsten eines laxeren Begutachtungsprozesses und einer höheren Annahmequote zu senken.
2022 forderten 800 Unterzeichner eines Briefs an Nutrients, die Publikation der Zeitschrift einzustellen oder den Tierversuchen ein Ende zu setzen, die gegen die Richtlinien der Zeitschrift verstießen. 20 % der veröffentlichten Studien beinhalteten Tierversuche, obwohl das Gebiet der Zeitschrift die Ernährung des Menschen sei.